# Erik Díaz (actor)
Erik Díaz (Colima; México, 17 de junio de 1988) es un actor y modelo mexicano.

## Biografía
Díaz inició sus estudios de arte dramático y actuación en 2007 en el Centro de Educación Artística de Televisa (CEA) donde se matriculo en 2009 año en el que también hace su debut en la televisión en la serie producida por Federico Wilkins Central de abasto donde interpreta el personaje de Giovani. Su debut en los melodramas fue en la telenovela juvenil Camaleones en donde actuó junto a Edith González y Belinda. En 2011 interpreta la etapa joven de "Antolín"  en la telenovela La fuerza del destino, un papel que en su edad adulta interpreta el actor Marcelo Córdoba.
En 2012 se une al elenco de la producción de Ignacio Sada Madero Un refugio para el amor donde interpreta a "Lorenzo" personaje que le da reconocimiento como actor en México y Estados Unidos y por lo que recibe la nominación como "Mejor actor revelación" en los Premios TVyNovelas 2013.
Entre 2011 y 2015 participó en algunos episodios de los unitarios La rosa de Guadalupe y Como dice el dicho. 
En 2014 visita el municipio de Tecomán para dar continuidad a la campaña de la Asociación Unidos por la Diversidad de la cual fue embajador en relación con el uso de condón y las pruebas oportunas para detectar el VHI.
En 2015 protagonizó la obra de teatro Cada quien su vida de Luis G. Basurto, una producción de Rubén Lara donde compartió escenario con otros actores como Mauricio Islas, Raquel Olmedo, Ivonne Montero. El estreno tuvo lugar el 16 de enero de ese mismo año en la Ciudad de México en el Salón los Ángeles. También tuvo una participación especial en Señora Acero 2 como Emir, un joven adicto a las drogas, donde compartió créditos con Mauricio Henao e Isabel Burr. 
En 2017 interpreta a Rafael en la telenovela Mi adorable maldición, adaptación de la telenovela colombiana Lola calamidades original del escritor Julio Jiménez.

## Trayectoria

### Telenovelas
- Juegos de amor y poder (2025) - Joaquín Rivas[3]
- Marea de pasiones (2024) - Walter
- Eternamente amándonos (2023) - Ricardo
- Los ricos también lloran (2022) - Polo[4]
- Por amar sin ley (2019) - Ramón
- Sin tu mirada (2017-2018) - Edson Olivares Pérez
- Mi adorable maldición (2017) - Rafael Galicia Ortega / Rafael Galicia Molina
- Simplemente María (2015-2016) - Fausto Garza Treviño
- Que te perdone Dios (2015) - Fausto López-Guerra (joven)
- Por siempre mi amor (2013-2014) - Cristian
- De que te quiero, te quiero (2013-2014) - Eleazar Medina Suárez (joven)
- Mentir para vivir (2013) - Ricardo Sánchez Bretón (joven)
- Un refugio para el amor (2012) - Lorenzo Jacinto Flores
- La fuerza del destino (2011) - Antolín Galván (joven)
- Camaleones (2009-2010) - Lucio Barragán

### Programas
- Esta historia me suena (2021) - Eugenio[5]

- Como dice el dicho (2011-2021) - Varios personajes
- La rosa de Guadalupe (2010-2020) - Varios personajes
- Señora Acero (2015) - Emir López
- El manual (2014) - Jero / Pero
- Central de abasto (2008-2009) - Giovani

### Cine
- Mimesis (2014) - Trapecista (cortometraje)

### Teatro
- Cada quien su vida (2015)

## Premios y nominaciones

### Premios TVyNovelas
| Año  | Categoría                  | Proyecto                | Resultado |
| ---- | -------------------------- | ----------------------- | --------- |
| 2013 | Mejor revelación masculina | Un refugio para el amor | Nominado  |